# دوموزيد الراعي
دوموزيد أو دوموزي الذي يلقب بالراعي حسب قائمة الملوك السومريين، هو أحد ملوك السومريين قبل الطوفان الكبير، ويقال بأنه حكم قبل حوالي 36 الف سنة كان دوموزيد ملكا على مدينة أوروك.